# BOW & ARROWS
《BOW & ARROWS》（中文譯名：一觸即發）為日本團體EXILE（放浪兄弟）的第40張單曲。2012年7月25日於日本發行。

## 解說
- 與前作《ALL NIGHT LONG》相隔約1個月發售的單曲，是連續2個月發售的第2彈。是2012年的第2張單曲，EXILE的第40張單曲。

## 發行版本
- CD
- CD+DVD

## 收錄曲目

### CD
1. BOW & ARROWS[5:12]
  - 作詞：michico / 作曲：T.Kura, michico / 編曲：T.Kura

富士通「ARROWS」品牌形象歌曲
2. 宛如那片天空的星光…（日語：あの空の星のように…）[4:59]
  - 作詞：ATSUSHI / 作曲：Arno Lucas, Jerome Dufour, Kenji Sano / 編曲：Yuta Nakano

富士通「FMV」品牌形象歌曲
3. BOW & ARROWS (Instrumental)
4. 宛如那片天空的星光… (Instrumental)

### DVD
1. BOW & ARROWS (Video Clip)
2. 宛如那片天空的星光… （日語：あの空の星のように…）(Video Clip)

## 備註
1. 1 2  . Oricon. 2012  [2013-01-23]. （原始内容存档于2013-04-25） （日语）.
2. ↑  . Musicman-NET. 2012-08-02  [2013-01-23]. （原始内容存档于2012-09-04） （日语）.

## 外部連結
- （日語） BOW & ARROWS スペシャルサイト
- （日語） EXILE「BOW & ARROWS -short version-」ミュージック・ビデオ（页面存档备份，存于） - YouTube
- （日語） EXILE「あの空の星のように・・・ -short version-」ミュージック・ビデオ（页面存档备份，存于） - YouTube